# Faluhelyi Ferenc
Faluhelyi Ferenc (Nagyvárad, 1886. október 29. – Pécs, 1944. december 24.) nemzetközi jogász, egyetemi tanár, jogtudós.

## Élete
Apja, Szövényi Károly korán elhagyta a családot, anyja, Stadler Leopoldina egyedül nevelte. Eredeti családneve Szövényi volt, amit 1911-ben változtatott Faluhelyire. Középiskolai tanulmányait Pécsett a Ciszterci Rend Nagy Lajos Gimnáziumban végezte 1897 és 1905 között. Ezt követően a Pécsi Püspöki Joglyceumban (Pécsi Püspöki Jogakadémián) tanult, majd a Budapesti Tudományegyetemre iratkozott be, ahol 1911-ben jogi, 1914-ben pedig államtudományi doktori címet szerzett. 1910 és 1911 folyamán ügyvédjelölt volt, még egy gyilkossági ügyben is eljárt. 1911 és 1914 között joggyakornok, illetve törvényszéki jegyző volt előbb a nagykanizsai, utóbb a győri törvényszéknél, majd ügyészségi megbízott lett. 30 évesen ügyvédi-bírói oklevelet szerzett. 1914. október 22-én nevezték ki a Püspöki Joglyceum magyar közjog, nemzetközi jog és jogbölcsészet nyilvános rendkívüli tanárává. 30 éven át, haláláig tanított itt. 1921-ben a budapesti egyetemen nemzetközi jogból magántanári képesítést szerzett. 1922-től a pécsi egyetemen a nemzetközi jogi tanszék tanára volt. 1944-ben, a megszállást követően kétszer is kitelepítették lakásából, az általa alapított intézetet feldúlták.
Mindössze 58 évesen hunyt el Pécsett. Hatalmas szellemi örökséget hagyott maga után több mint három évtizedes publikációs tevékenységével.

## Munkássága
A nemzetközi jogászok „nagy generációjához” tartozott, pályája kezdetén ugyan még közjoggal és büntetőjoggal foglalkozott, de érdeklődése fokozatosan a nemzetközi jog felé irányult, amit ő következetesen államközi jognak nevezett tanulmányaiban és előadásaiban. Publikációi a Magyar Jogélet, a Jogtudományi Közlöny, a Bűnügyi Szemle, a Gyermekvédelem és más hasonlóan jelentős jogi folyóiratokban jelentek meg. Mint kutatót és oktatót 1926-tól foglalkoztatta a kisebbségi kérdés, hirdette az államok egyenjogúságának elvét s ennek keretén belül az egyes nemzetek polgárai részére az őket megillető alapjogok érvényesülésének szükségességét. Szívügyének tekintette a kisebbségvédelem kérdését. Trianon traumája őt is megviselte, és hosszú évek munkáját siker koronázta, amikor 1936-ban sikerült megnyitnia a Pécsi Egyetemi Kisebbségi Intézetet, amely az első ilyen tárgyú intézmény volt az országban és megalapította annak folyóiratát, a Kisebbségi Körlevelet. Irányítása alatt nagyhírű intézménnyé nőtte ki magát. Az általa vezetett intézmény évente átlagosan két könyvet jelentetett meg, Kisebbségi Kultúrnapok címmel. Ankétokat tartott az elcsatolt területek magyar képviselőinek részvételével, s működése során jelentős könyvtárat, sajtókivágat- és kéziratgyűjteményt alakított ki. Célja nemcsak a határon túl rekedt magyar kisebbségek, hanem a magyarországi kisebbségek helyzetének elemzése, jogainak és érdekeinek védelme volt. Szintén ő felelt egy másik önálló intézeti kiadvány, a Kisebbségi Értesítő – Nemzetiségi Sajtószemle megjelenéséért is. Egyetemi tanárként harminc évig lelkes és felkészült oktató volt. Tanítványait mindvégig arra ösztönözte, hogy a jogi normák mögött folyton keressék az erkölcs parancsait. Két ízben is a jogi kar dékánjának választották, 1931/32-es és az 1940/41-es tanévben.

## Társadalmi tevékenységei
Számos szakmai és társadalmi tevékenységet végzett. 1917-ben a Szociális Misszió Társulat szociális iskolájának a megalapítója és vezetője volt. 1920 tavaszán az akkor alakult Pécsi Tudományos, Irodalmi és Művészeti Társaság választmányi tagja lett, a Külügyi Társaságnak és a Pécsi és Pozsonyi Jogászszövetségnek is. 1920/21-ben Pécs szerb megszállásának utolsó évében a Jogakadémián megalapította a Nagy Lajos Bajtársi Egyesületet. Tagja volt a lengyel–magyar kapcsolatokat ápoló Magyar Mickiewicz Társaságnak. Az 1911-ben alapított Dunántúl Napilap és Nyomda Rt. Igazgatóságának aktív tagja volt, és az újságba is írt. Felesége a Pécsi Jótékony Nőegylet tagjaként dolgozott. Nemzetközi társadalmi szervezetek is elismerték munkáját. Tagja volt az angol Grotius Societynek, és megbízott munkatársa a Londoni Egyetem által kiadott ötkötetes nemzetközi közjogi döntvénytárnak (Annual Digest of Public International Law Cases, I–V.). 

## Kitüntetések
A kisebbségvédelem terén elért eredményeit 1933-ban kitüntetéssel honorálta a hágai székhelyű Association Internationale Pour les Etudes du Droit des Minorités, és ebben az évben neki ítélték az olasz koronarend középkeresztjét az olasz nemzetközi jog tudományának magas szintű ismeretéért és ismertetéséért. 

## Fontosabb munkái
- Az országgyűlési képviselőválasztásokról szóló 1918. évi XVII. törvénycikk (Bp., 1918)
- Az örök semlegesség és a világháború. Nemzetközi jogi tanulmány. Pécs: Dunántúli Ny., 1920. 557 p.
- A nemzetközi jog alaptételei (Pécs, 1923)
- Magyarország békeszerződései (Pécs, 1923)
- Locarno és a német-orosz semlegességi szerződés. Pécs: Karl, 1926. 92 p.
- Magyarország közjoga (I–II., Pécs, 1927)
- 1. kötet: A magyar közjog fogalma és forrásai. A magyar állam területe. A magyar állam népe 373 p.
- 2. kötet: A magyar államhatalom. Az államfő: A magyar király. Magyarország kormányzója. Az országgyűlés. A végrehajtó hatalom szervezete. A bírói szervezet 234 p.
- A honosság problémái a Nemzetek Szövetségének jogkodifikáló programmjában. Pécs: Dunántúli Ny., 1928. 43 p.
- Le rôle et la destination culturelle de la Hongrie en Europe discours tenu a la Haye... de l'Académie de Droit International de la Haye. Budapest: Dunántúl, 1928. 16 p.
- Új irányok a nemzetközi jogban. Budapest: Attila Ny., 1939. 53 p.
- A Kellogg-egyezmény és nemzetközi jelentősége (Bp., 1929)
- A párisi Kellog-paktum és annak jelentősége. Kaposvár, Somogy M. Keresztény Iroda és Ny.,1929. 14 p.
- Der Pariser Kellogg-Pakt und dessen Bedeutung vom Rotary-Standpunkte betrachtet. Pécs: Dunántúli Ny., 1929. 13 p.
- A magyar Kisebbségi Intézet szervezésének ankétjai. Pécs: Irodalmi Kny. Rt. , 1930. 62 p.
- A Nemzetek Szövetsége célja és szervezete. Budapest: Nemzetek Szövetsége, 1931. 118 p.
- Leszerelés. Pécs, 1932. 16 p.
- Államközi jog. 1. Államközi alkotmányjog és jogtan. Pécs: Karl Könyvesbolt, 1936. 357 p.
- A fasiszta államrendszerről tartott magyar-olasz tanulmányi ankét iratai. Pécs: Erzsébet Tudományegyetem, 1937. 447 p.
- A kisebbségi kérdés eredete és jelentősége általános és magyar szempontból. Pécs: Taizs, 1937. 8 p.
- A nemzetközi jog fejlődése a világháború után. Klny.: Magyar Jogászegyleti Értekezések, 1939. január. Budapest: Attila Ny.,1939. 20 p.
- A pécsi M. Kir. Erzsébet Tudományegyetem Kisebbségi Intézetének működése. Klny.: a Közigazgatásunk nemzetközi kapcsolatai c. munkából. Budapest: Magyar Királyi Állami Nyomda, 1941. 18 p.
- Baranya, Bácska, Bánát nemzetiségi képe. Szeged: Szegedi Új Nemzedék, 1942. 8 p.
- Mit köszönhet a nemzetközi jog Olaszországnak? Klny.: az Olasz Szemle 1942. évf. 4. számából. Budapest: Franklin, 1942. 14 p.
- Ius civium in Hungaria habitantium nationum. Pécs: Taizs J. Ny., 1946. 190 p.
- A magyarországi nemzetiségi kérdés jellege és megoldása. Klny.: a Kisebbségi Körlevél 1942. évi július havi sz.-ból. Pécs, 1947. 14 p.

## Emlékezete
- A Pécsi Tudományegyetem Állam- és Jogtudományi Karán termet neveztek el róla.
- Pécsett Faluhelyi Ferenc Díjat alapítottak, amelyet a kisebbségek érdekében kifejtett munkáért ítélnek oda személyeknek vagy szervezeteknek.